# Copelatus apicalis
Copelatus apicalis es una especie de escarabajo buceador del género Copelatus, de la subfamilia Copelatinae, en la familia Dytiscidae. Fue descrito por Fairmaire en 1898.